# Cytoarchitectonie

La cytoarchitectonie (du grec ancien κύτος « cellule » et αρχιτεκτονική « architecture ») ou cytoarchitecture désigne la composition cellulaire d'un tissu biologique, c'est-à-dire l'étude au sein d'un tissu ou d'un organe donné de la répartition des différents types de cellules qui le composent, leur nombre et leur distribution spatiale. Le terme désigne aussi la branche de l'histologie qui se consacre à cette étude, dont les principaux outils sont le microscope et les colorants qui permettent de mettre en évidence la nature, l'arrangement ou la distribution des cellules dans le tissu considéré.

## Cytoarchitectonie du système nerveux
En neurosciences, la cytoarchitectonie du système nerveux et en particulier du cerveau est un élément important dans la compréhension de l'organisation de ces organes et de leur fonctionnement. S'agissant du cerveau, la cytoarchitectonie offre en effet une description  neuroanatomique plus fine que ne le permet la seule morphologie des circonvolutions et des sillons. De fait, on utilise encore les cartographies ou atlas établies par les anatomistes du début du XXe siècle pour désigner avec plus de précision telle ou telle aire cérébrale.
Historiquement, les cartes cytoarchitectoniques ont généralement été obtenues à partir de sections histologiques de cerveau traitées avec un ou plusieurs colorants qui permettent de mettre en évidence les corps cellulaires des neurones (ou soma) par rapport au reste du tissu nerveux (axones, dendrites et neuroglie) et donc d'observer l'arrangement caractéristique des cellules dans les différentes couches du cortex cérébral.
La myéloarchitectonie (de μυελός « la moëlle », voir myéline) est l'étude plus spécifique de l'arrangement des fibres nerveuses (ou axones) qui connectent les neurones les uns aux autres.